# Anna Szafraniec

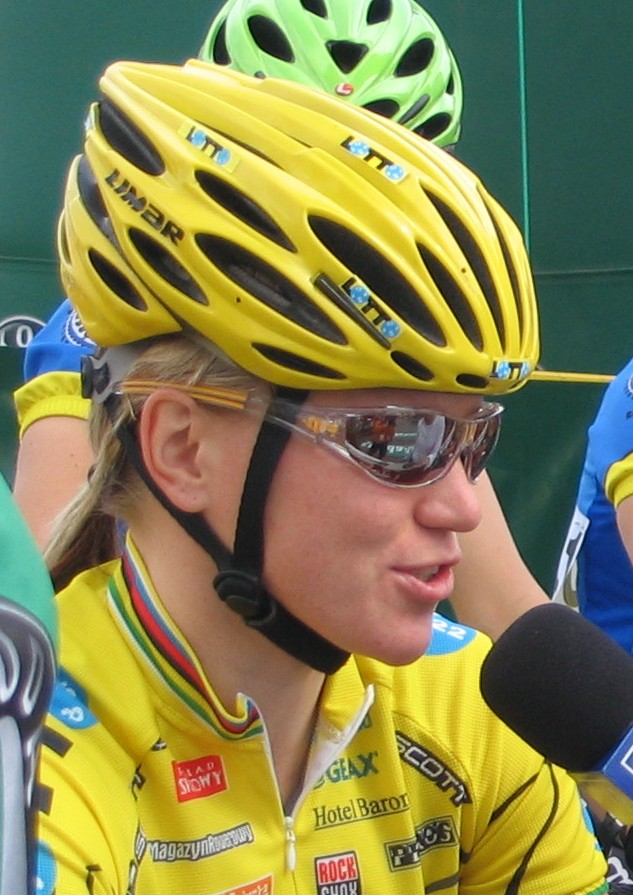
Anna Szafraniec na starcie SkodaAutoGP w Gdyni 2005

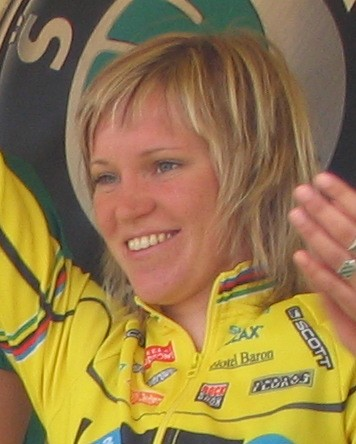
Anna Szafraniec na podium SkodaAutoGP w Gdyni 2005

Anna Szafraniec (ur. 16 lutego 1981 w Myślenicach) – polska kolarka górska, złota medalistka mistrzostw Polski w cross-country, srebrna medalistka mistrzostw świata w kolarstwie górskim w 2002, złota medalistka mistrzostw świata (drużynowo) w sztafecie MTB. Kolarstwo uprawia od 1995. Występowała w zespołach: Iskra Głogoczów, RMF FM Coca-Cola Kraków, Lotto Team, Halls Team, JBG2 Pro MTB Team. W sezonach 2011-2012 reprezentowała barwy CCC Polkowice wspólnie z Mają Włoszczowską, Magdaleną Sadłecką, Aleksandrą Dawidowicz i Paulą Gorycką. W sezonie 2013 zmieniła barwy na Kross Racing Team. Pod koniec listopada 2005 została uhonorowana srebrnym medalem Akademii Polskiego Sukcesu za wybitne osiągnięcia dla Polski w kolarstwie górskim.

## Ważniejsze osiągnięcia
2013
- 3 m. Mistrzostwa Polski MTB XC – Żerków
- 2 m. Mistrzostwa Polski w Maratonie MTB – Obiszów
- 17 m. Mistrzostwa Europy MTB XC – Berno
- 18 m. Puchar Świata – Nove Mesto na Morave
- 1 m. Finał Pucharu Europy Centralnej – Ostrava
- 1 m. Puchar Świata w Maratonie MTB – Chorwacja
- 1 m. Puchar Czech MTB XCO – Pec pod Sněžkou
- 2 m. Puchar Słowacji MTB
- 1 m. Puchar POLSKI MTB XCO – Klasyfikacja generalna
- 1 m. Finał Pucharu Polski MTB XCO w Złotym Stoku.
- 1 m. Góry Świętokrzyskie MTB CUP w Pińczowie
- 1 m. Pucharze Polski XCO – Ustroń
- 4 m. Jelenia Góra Trophy Maja Włoszczowska MTB Race
- 1 m. Skandia Maraton Lang Team – Warszawa
- 1 m. Skandia Maraton Lang Team – Kraków
- 1 m. Skandia Maraton Lang Team – Dąbrowa Górnicza
- 2 m. Skandia Maraton Lang Team – Kwidzyn
- 3 m. Klasyfikacja generalna Skandia Maraton Lang Team
- 1 m. ENDURO TROPHY – Myślenice

2012
- 3 m. Mistrzostwa Polski MTB XC – Kielce

2011
- 2m. Mistrzostwa Polski MTB XC – Kielce

2010
- 3 m. Mistrzostwa Polski MTB XC – Wałbrzych
- 21 m. Puchar Świata MTB XC – Dalby Forest
- 11 m. Puchar Świata MTB XC – Houffalize
- 14 m. Puchar Świata MTB XC – Offenburg
- 24 m. Puchar Świata MTB XC – Champery
- 24 m. Puchar Świata MTB XC – Val Di Sole
- 7 m. Mistrzostwa Świata MTB XC
- 13 m. Ranking UCI

2009
- 5 m. Mistrzostwa Świata MTB XC – Canberra
- 3 m. Mistrzostwa Polski MTB XC – Kielce
- 4 m. Mistrzostwa Europy MTB XC – Zoetermeer
- 1 m. Mistrzostwa Polski w Maratonie MTB – Wałbrzych
- 1 m. Lang Team Prix MTB – Gdańsk
- 2 m. Lang Team Prix MTB – Szczawno Zdrój
- 2 m. Lang Team Prix MTB – Bielawa
- 3 m. Lang Team Prix MTB – Nałęczów
- 2 m. Lang Team Prix MTB – klasyfikacja generalna
- 1 m. Internationale Kamptal Classic Trophy – Austria
- 1 m. Puchar Czech MTB XC – Kutna Hora
- 3 m. Jelenia Góra Trophy – Maja Włoszczowska MTB race
- 8 m. Puchar Świata MTB XC – Klasyfikacja generalna
- 2 m. Puchar Świata MTB XC – Champery
- 4 m. Puchar Świata MTB XC – Schladming
- 10 m. Puchar Świata MTB XC – Houffalize
- 8 m. Ranking UCI

2008
- * 3 m. Mistrzostwa Polski MTB XC – Kielce
- 1 m. Mistrzostwa Polski w Maratonie MTB – Wałbrzych
- 1 m. Bank BPH Grand Prix MTB – klas. generalna
- 2 m. Bank BPH Grand Prix MTB – Szczawno Zdrój
- 2 m. Bank BPH Grand Prix MTB – Bielawa
- 2 m. Bank BPH Grand Prix MTB – Nałęczów
- 2 m. Bank BPH Grand Prix MTB – Jelenia Góra

2007
- 7 m. Mistrzostwa Świata – Fort William
- 2 m. Mistrzostwa Polski MTB XC – Szczawno Zdrój
- 1 m. Skoda Auto Grand Prix MTB – Białystok
- 1 m. Skoda Auto Grand Prix MTB – Szczawno Zdrój
- 2 m. Skoda Auto Grand Prix MTB – Warszawa
- 2 m. Skoda Auto Grand Prix MTB – Chodzież

2006
- 1 m. Mistrzostwa Polski MTB XC – Duszniki Zdr.
- 3 m. Mistrzostwa Polski na szosie
- 1 m. Skoda Auto Grand Prix MTB – Polanica Zdrój
- 1 m. Skoda Auto Grand Prix MTB – Sławno
- 2 m. Skoda Auto Grand Prix MTB – Chodzież
- 2 m. Skoda Auto Grand Prix MTB – Wałbrzych
- 5 m. Mistrzostwa Europy MTB XC – Chies d'Alpago
- 7 m. Mistrzostwa Świata MTB XC – Rotorua

2005
- 3 m. Mistrzostwa Polski MTB XC – Olsztyn
- 1 m. Volta a Catalana (E1)
- 6 m. Puchar Polski – Pińczyce (szosa)
- 1 m. Puchar Polski – Wambierzyce (szosa)
- 3 m. Mistrzostwa Polski MTB XC – Olsztyn
- 2 m. Skoda Auto Grand Prix MTB – klasyfikacja generalna
- 2 m. Skoda Auto Grand Prix MTB – Głuchołazy
- 2 m. Skoda Auto Grand Prix MTB – Polanica Zdrój
- 2 m. Skoda Auto Grand Prix MTB – Szczawno Zdrój
- 1 m. Skoda Auto Grand Prix MTB – Bukowina Tatrzańska
- 3 m. Skoda Auto Grand Prix MTB – Gdynia

2004
- 1 m. Vuelta a Catalana
- 1 m. Puchar Czech MTB XC – Velké Losiny
- 3 m. Puchar Świata MTB XC – Schladming
- 1 m. Drużynowe Mistrzostwa Polski MTB XC
- 2 m. Mistrzostwa Polski MTB XC – Kielce
- 8 m. Mistrzostwa Europy MTB XC – Wałbrzych
- 1 m. Skoda Auto Grand Prix MTB – klas. generalna
- 1 m. Skoda Auto Grand Prix MTB – Głuchołazy
- 2 m. Skoda Auto Grand Prix MTB – Czarnków
- 1 m. Skoda Auto Grand Prix MTB – Polanica Zdrój
- 3 m. Skoda Auto Grand Prix MTB – Szczawno Zdrój

2003
- 1 m. Drużynowe mistrzostwa świata
- 2 m. Drużynowe mistrzostwa Europy
- 1 m. Mistrzostwa Polski indyw. seniorek, orliczek i drużynowym
- 1 m. Puchar Polski
- 1 m. Ranking PZKol
- 6 m. Klasyfikacja Generalna Pucharu Świata
- 7 m. Ranking UCI
- 1 m. Skoda Auto Grand Prix MTB – klas. generalna
- 1 m. Skoda Auto Grand Prix MTB – Polanica Zdrój
- 3 m. Skoda Auto Grand Prix MTB – Głuchołazy
- 1 m. Skoda Auto Grand Prix MTB – Czarnków
- 3 m. Skoda Auto Grand Prix MTB – Świeradów Zdrój
- 1 m. Skoda Auto Grand Prix MTB – Szczawno Zdrój

2002
- 1. m Skoda Auto Grand Prix MTB
- 2. m Drużynowe Mistrzostwa Polski
- 1. m Mistrzostwa Polski – Kielce
- 2. m Mistrzostwa Świata – Kaprun
- 1 m. Skoda Auto Grand Prix MTB – klas. generalna
- 1 m. Skoda Auto Grand Prix MTB – Polanica Zdrój
- 1 m. Skoda Auto Grand Prix MTB – Głuchołazy
- 1 m. Skoda Auto Grand Prix MTB – Czarnków
- 1 m. Skoda Auto Grand Prix MTB – Świeradów Zdrój
- 1 m. Skoda Auto Grand Prix MTB – Szczawno Zdrój